# Babah Jurong (Mila)
Babah Jurong is een bestuurslaag in het regentschap Pidie van de provincie Atjeh, Indonesië. Babah Jurong telt 299 inwoners (volkstelling 2010).